# Antoni Serra Serra
Antoni Serra (Sa Pobla, 1708 - Palma, 1755) fou un frare de l'orde dels Mínims i autor religiós. Professà al Convent de Sant Francesc de Paula de Palma, va ser lector de filosofia i teologia, visitador, vicari general i provincial de l'Ordre dels Mínims a Mallorca; Qualificador del Sant Ofici de la Inquisició; Postulador, el 1739, de la causa de beatificació de Catalina Thomàs.

## Obra
- De vita moribus et miraculis Catharine Thomas expositio. Ms.
- Mística centella de la caridad ideada en el amoroso incendio con que en aras de la caridad ardia siempre el corazón abrasado del gran Padre y Patriarca San Pedro Nolasco... 1731
- Mística carroça de Ezequiel noble sabia universidad. Solemne novenario... 1737.